# ヒカリ (ゴスペラーズの曲)
「ヒカリ」は、ゴスペラーズ50作目のシングル。2018年2月21日にキューンミュージックから発売された。

## 解説
表題曲である「ヒカリ」は、「永遠に」以来となるブライアン・マイケル・コックスとパトリック“ジェイ キュー”スミスが16年ぶりにプロデュースした楽曲で、ハウステンボス「2018バラ祭り」のCMソング。カップリング曲の「まっすぐな橋」は、映画 『しまじろう まほうのしまのだいぼうけん』主題歌でダブルタイアップ。
初回生産限定盤と通常盤の2形態で発売。初回生産限定盤はシリーズ第4弾、特典映像「私がゴスペラーズじゃなかったら 〜村上てつや編〜」のDVDが付属。

## 収録曲
1. ヒカリ [3:56]
  - 作詞・作曲：Bryan-Michael Cox , Clifford Henson, Patrick"J.Que"Smith ,Tesung Kim、Andrew Choi,安岡優
2. まっすぐな橋 [4:44]
  - 作詞・作曲：酒井雄二／編曲：平田祥一郎
3. まっすぐな橋 -Movie Edit.- [3:06]